# Thanjavur (stad)
Thanjavur (Tamil: தஞ்சாவூர், Tañcāvūr), vroeger bekend als Tanjore, is een stad in de zuidelijke Indiase deelstaat Tamil Nadu. De stad ligt in de delta van de Kaveri, zo'n tachtig kilometer landinwaarts vanaf Nagapattinam, en telde 222.619 inwoners in 2011. Van de negende tot de elfde eeuw diende Thanjavur als hoofdstad voor de Chola's en ook onder de latere rijken van Vijayanagara, de  Maratha's en de Britten bleef het een stad van belang. Thanjavur is tegenwoordig de hoofdplaats van het gelijknamige district en een toeristische bestemming met onder meer de Brihadisvaratempel, die sinds 1987 op de Werelderfgoedlijst van UNESCO staat.

## Topografie
Thanjavur is gelegen in de delta van de Kaveri in het midden van Tamil Nadu, zo'n 320 kilometer ten zuidwesten van Chennai. De stad ligt vanaf Nagapattinam tachtig kilometer landinwaarts en ruim vijftig kilometer ten oosten van Tiruchirappalli. Het Grand Anicut Canal stroomt door Thanjavur heen en de Vadavar en Vennar, zijarmen van de Kaveri, lopen ten noorden van de stad. De oude binnenstad bevindt zich ten noorden van het Grand Anicut Canal en heeft de vorm van een onregelmatige cirkel met een doorsnede van een kilometer. Zuidwestelijk van de oude binnenstad ligt het tempelcomplex met onder andere de Brihadisvaratempel.